# Las Haciendas
Las Haciendas es un lugar designado por el censo del condado de Webb, Texas, Estados Unidos. Según el censo de 2020, tiene una población de 2 habitantes.
En los Estados Unidos, un lugar designado por el censo (traducción literal de la frase en inglés census-designated place, CDP) es un lugar o una concentración de población identificado por la Oficina del Censo exclusivamente para fines estadísticos.

## Geografía
Está ubicado en las coordenadas 27°37′53″N 99°11′55″O / 27.63139, -99.19861 (27.631483, -99.19873). Según la Oficina del Censo de los Estados Unidos, tiene una superficie de 0.6 km², correspondientes en su totalidad a tierra firme.

## Demografía
Según el censo de 2020, hay 2 personas residiendo en la zona. La densidad de población es de 3 hab./km². El 50.00% es amerindio y el 50.00% es de una mezcla de razas. Del total de la población, el 50.00% es hispano o latino.